# Lophodesmus brasiliensis
Lophodesmus brasiliensis är en mångfotingart som beskrevs av Christoph D. Schubart 1947. Lophodesmus brasiliensis ingår i släktet Lophodesmus och familjen fingerdubbelfotingar. Inga underarter finns listade i Catalogue of Life.